# Zen for Nothing
Zen for Nothing ist ein schweizerisch-deutscher Dokumentarfilm von Werner Penzel aus dem Jahr 2016. Der Regisseur begleitet darin eine Schweizer Schauspielerin bei ihrer Auszeit in einem japanischen Zen-Kloster. Der Film hatte bei den 51. Solothurner Filmtagen seine Premiere und gewann den Berner Filmpreis in der Kategorie Dokumentarfilm, nachdem er beim 31. Internationalen Dokumentarfilmfestival München bereits für einen Viktor nominiert wurde. Ab dem 2. Juni 2016 war er in deutschen und schweizerischen Kinos zu sehen.

## Handlung
In den bewaldeten Bergen an der Westküste Japans in der Präfektur Hyōgo liegt das Zen-Kloster Antai-ji. Eine junge Frau bricht im Herbst 2014 auf, um bis zum Frühjahr das klösterliche Leben zu erleben. Die Besucherin ist die Schauspielerin Sabine Timoteo aus Bern. Abt des Klosters ist Muhō Nölke, ein Berliner Konvertit. Aus dem Zusammenspiel der Philosophie des japanischen Zen-Meisters Kodo Sawaki und den unerwarteten Ereignissen des Alltags ergibt sich der Plot dieses Dokumentarfilmes.

## Kritiken
„Der Nebel kriecht, Regen prasselt, Schnee fällt: Es passiert wenig in diesem Dokumentarfilm, das aber in konzentrierter Form. Die Kamera fängt Bilder von hypnotischer Schönheit ein, und sei es nur eine dampfende Tasse, in der sich der Grüntee langsam setzt wie ein aufwühlender Gedanke.“

„«Zen for Nothing» ist dann am eindrücklichsten, wenn die bewegten Bilder beinahe zum Stillstand kommen. Und einem bewusst wird, dass die Kinoerfahrung ja gar nicht so viel anders ist als zwei Stunden still sitzen im Zen-Kloster.“

„Sie alle wollen hier zu sich selbst finden. Aber in der Gemeinschaft, das ist das nächste Paradoxon des Films. Einerseits werden so in Penzels Sichtweise die scheinbaren Vorzüge einer nach innerer Ausgeglichenheit strebenden Lebensform angepriesen. Andererseits werden eben jene scheinbaren Vorteile im nächsten Moment – auf narrativer Seite betont zurückgenommen und in den besten Szenen nicht frei von Humor – wertfrei zur Disposition gestellt.“

„Alles ansprechend und prima, wenn da nicht dieser Kunstgriff wäre: Der Film folgt einer Novizin, die von aussen, genauer aus der Schweiz, zur Kloster-Gemeinschaft stösst. Sabine Timoteo ist die Figur, welche dem Zuschauer den Zugang verschafft und die Handlung zusammenhält. Sie ist Tänzerin und Schauspielerin. So natürlich und gewinnend die Bernerin in Zen for Nothing auch agiert, ihr Auftritt bleibt in einer Rolle gefangen. Manch einer dürfte sie dafür bewundern, wie authentisch sie rüberkommt. Sie spielt sich in die Herzen der Zuschauer und macht alles goldrichtig.
Gerade das halte ich für falsch. Zen ist roh, Zen geht aufs Ganze. Von dieser Dimension künden zwei Langzeitaufenthalter, die je einen eigenen langen Text in die Kamera sprechen. Dank dieser Bekenntnisse verschieben sich die Gewichte zeitweilig weg von der aufgeräumten Stimmung eines Ferienlagers. Das ist starke Kost in diesem bildmächtigen, vielschichtigen Film.“

## Auszeichnungen
- 2016: Berner Filmpreis – Dokumentarfilmpreis